# Manto-oja (vattendrag, lat 67,99, long 28,95)
Manto-oja är ett vattendrag i Finland.   Det ligger i landskapet Lappland, i den norra delen av landet, 900 km norr om huvudstaden Helsingfors.